# Chã das Caldeiras
Chã das Caldeiras (crioll capverdià Txã das Kaldéras) és una vila al sud-est de l'illa de Fogo a l'arxipèlag de Cap Verd. Està situada al cràter del Fogo i és dividida en dues parts: Portela és la part alta i Bangaeira la part baixa.